# Habropogon scheno
Habropogon scheno är en tvåvingeart som först beskrevs av Walker 1849.  Habropogon scheno ingår i släktet Habropogon och familjen rovflugor. Inga underarter finns listade i Catalogue of Life.